# Acrossus eberti
Acrossus eberti är en skalbaggsart som beskrevs av Vladimir Balthasar 1965. Acrossus eberti ingår i släktet Acrossus och familjen Aphodiidae. Inga underarter finns listade i Catalogue of Life.